# Саад I ал-Абдула ал-Салем ал-Сабах
Саад I ал-Абдула ал-Салем ал-Сабах е емир на Кувейт за кратко – от 15 януари до 24 януари 2006 г., когато абдикира заради болестта си.